# Gama-L-glutamil-butirozin B gama-glutamilna ciklotransferaza
Gama-L-glutamil-butirozin B gama-glutamilna ciklotransferaza (EC 4.3.2.6, btrG (gen)) je enzim sa sistematskim imenom gama-L-glutamil-butirosin B gama-glutamil ciklotransferaza (formira 5-oksoprolin). Ovaj enzim katalizuje sledeću hemijsku reakciju
gama--glutamil-butirosin B {\displaystyle \rightleftharpoons } butirosin B + 5-oksoprolin
Ovaj enzim katalizuje prvi korak u biosintezi aminoglikozidnog antibiotika butirozina B.

## Literatura
- Nicholas C. Price; Lewis Stevens (1999). Fundamentals of Enzymology: The Cell and Molecular Biology of Catalytic Proteins (Third изд.). USA: Oxford University Press. ISBN 019850229X.
- Eric J. Toone (2006). Advances in Enzymology and Related Areas of Molecular Biology, Protein Evolution (Volume 75 изд.). Wiley-Interscience. ISBN 0471205036.
- Branden C; Tooze J. Introduction to Protein Structure. New York, NY: Garland Publishing. ISBN 0-8153-2305-0.
- Irwin H. Segel. Enzyme Kinetics: Behavior and Analysis of Rapid Equilibrium and Steady-State Enzyme Systems (Book 44 изд.). Wiley Classics Library. ISBN 0471303097.

## Spoljašnje veze
- Gamma-L-glutamyl-butirosin+B+gamma-glutamyl+cyclotransferase на 